# 陳皮鴨 (演員)
陳皮鴨 （1908年—1978年），原名胡淑賢，於1940年代在廣州市與黃侶俠、任劍輝、徐人心、上海妹、宋竹卿、梁小平等所組成的坤班鏡花艷影劇團，在大新公司的天臺演出，她是著名的「女丑生皇」。晚年在「廣州粵劇院」當教師，1976年退休。她亦是活躍於20世紀30年代後期至40年代的香港電影女明星。

## 陳皮鴨的電影
- 從銀幕處女作《多情天使 The sentimental angel》(1937年) 至電影息影作《大鬧粉粧樓》(1949年)，共演出四齣電影。
- 《多情天使 The sentimental angel》(1937年)
- 《神秘之夜》(1937年)
- 《十二寡婦》(1939年)
- 《大鬧粉粧樓》(1949年)

## 家庭
- 胞妹陳皮梅是粵劇著名女丑[1]。

## 逝世
- 1976年因病申請返回香港寄居親友家中治療，1977年由任劍輝及白雪仙贊助進入養和醫院治療，1978年轉入瑪麗醫院終告病逝，享齡70歲。遺體在1978年2月14日(星期三)在香港殯儀館出殯[1]。

## 外部連結
- 陳皮鴨在香港影庫上的簡介